# Gregoria
Gregoria (zm. po 641) – cesarzowa bizantyńska, żona Konstantyna III.

## Życiorys
Gregoria była córką Niketasa, kuzyna cesarza Herakliusza. Jej małżeństwo z Konstantynem III zostało zawarte w 629/630 roku. Data jej śmierci nie jest znana.
Ze związku z Konstantynem III Gregoria miała dwóch synów:
- Konstansa II
- Teodozjusza